# 広島市立上安小学校
広島市立上安小学校（ひろしましりつ かみやすしょうがっこう）は、広島県広島市安佐南区上安五丁目にある公立小学校。

## 歴史
- 1979年 - 開校

## 学区
広島市安佐南区の以下の区域
```
上安三丁目（ただし、安及び安北学区分を除く。）、上安四丁目、上安五丁目、上安六丁目（ただし、安北学区分を除く。）、
上安町（ただし、毘沙門台、安東及び安北学区分を除く。） 
```

（参考）サンハイツ光ケ丘、サンハイツ緑ケ丘

## 進路
卒業生は基本的に広島市立高取北中学校に進学する。

## 周辺施設
- 広島市安佐動物公園
- アストラムライン上安駅